# Dérapages incontrôlés
Pour plus de détails, voir Fiche technique et Distribution.
Dérapages incontrôlés ou Changement de voie au Québec (Changing Lanes) est un film américain réalisé par Roger Michell, sorti en 2002.

## Synopsis
Gavin Banek, un avocat brillant de New York City, est pressé de déposer une procuration, qui permettra de prouver qu'un homme décédé a bien signé le transfert de sa fondation en faveur de l'étude d'avocats où Banek travaille. Au volant de sa voiture, il entre en collision avec une autre voiture sur Franklin D. Roosevelt Drive. Celle-ci appartient à Doyle Gipson, un agent d'assurance, qui est lui aussi pressé d'arriver au tribunal, afin d'obtenir la garde de ses enfants et ainsi empêcher son ex-femme de les prendre avec elle en Oregon. Banek tente de s'arranger avec Gipson en lui remettant un chèque en blanc, désobéissant ainsi à la loi. Comme Doyle refuse d'accepter le chèque et exprime sa volonté de « faire comme il faut », c'est-à-dire faire le constat, Gavin le quitte en lui disant : « Bonne chance pour la prochaine fois ! ». Alors qu'il arrive en retard au tribunal, Gipson apprend que l'audience a eu lieu en son absence et que les choses ne se sont pas déroulées en sa faveur.
Malheureusement pour Banek, il a laissé tomber le dossier de la procuration sur le lieu de l'accident, et une fois au tribunal le juge lui donne jusqu'à la fin de la journée pour présenter les documents requis. Gipson a trouvé le document et se demande vraiment quoi faire, compte tenu de ce qui s'est passé. De son côté, Banek souhaite récupérer son dossier par tous les moyens. Il s'acoquine avec un expert en informatique afin de modifier les informations de solvabilité de Gipson, qui a besoin d'obtenir un prêt afin d'acheter une maison pour sa famille. Celui-ci devient enragé lorsqu'il apprend les agissements de Banek et lui joue différents tours. Gavin se venge et se sert des proches de Doyle pour lui nuire. Gipson devient incontrôlable et se retrouve au poste. Voyant cela, Banek est tout d'abord extrêmement heureux de la tournure des choses puis se ravise et tente de se porter à son secours. Arrivée au commissariat, la femme de Gipson lui annonce qu'elle va partir définitivement pour l'Oregon.
Face aux extrémités qu'ils ont commises, les deux hommes commencent à remettre en question leurs agissements. Banek paie anonymement la caution de Gipson. Les deux hommes finissent par avoir un nouveau regard sur la vie, en se concentrant sur l'éthique et les implications morales de leurs actes. Ils en viennent à se présenter mutuellement des excuses et s'aider l'un l'autre à leur manière. Banek aide Gipson à obtenir la maison qu'il désire et va rencontrer aussi sa femme pour tout lui expliquer. Enfin, Banek décide de réformer les pratiques répréhensibles du cabinet. Le film se termine sur une note heureuse pour Gipson.

## Fiche technique
- Titres français: Dérapages incontrôlés ( France) et Changement de voie ( Québec)
- Titre original : Changing Lanes
- Réalisation : Roger Michell
- Scénario : Chap Taylor et Michael Tolkin
- Production : Scott Aversano (sv), Ronald M. Bozman, Scott Rudin et Adam Schroeder (en)
- Société de production : Paramount Pictures
- Budget : 45 millions de dollars (34,15 millions d'euros)
- Musique : David Arnold
- Photographie : Salvatore Totino
- Montage : Christopher Tellefsen (en)
- Décors : Kristi Zea (de)
- Costumes : Ann Roth
- Pays d'origine : États-Unis
- Format : Couleurs - 2,35:1 - DTS / Dolby Digital - 35 mm
- Genre : Drame, thriller
- Durée : 99 minutes
- Dates de sortie : 7 avril 2002 (première États-Unis), 12 avril 2002 (États-Unis), 6 novembre 2002 (Belgique, France), 7 novembre 2002 (Suisse)

## Distribution
- Ben Affleck (VF : Cédric Dumond) (VQ : Pierre Auger) : Gavin Banek
- Samuel L. Jackson (VF : Thierry Desroses) (VQ : Éric Gaudry) : Doyle Gipson
- Kim Staunton (VF : Anne Jolivet) : Valerie Gipson
- Toni Collette (VF : Françoise Cadol) (VQ : Violette Chauveau) : Michelle
- Sydney Pollack (VF : Bernard Woringer) (VQ : Guy Nadon) : Stephen Delano
- Tina Sloan (en) : Mme Delano
- Richard Jenkins (VF : Philippe Catoire) (VQ : Mario Desmarais) : Walter Arnell
- Akil Walker : Stephen Gipson
- Cole Hawkins : Danny Gipson
- Ileen Getz (en) : Ellen
- Jennifer Dundas : Mina Dunne
- Matt Malloy (VQ : Hubert Gagnon) : Ron Cabot
- Amanda Peet (VF : Virginie Méry) (VQ : Christine Bellier) : Cynthia Delano Banek
- Myra Lucretia Taylor : le juge Frances Abarbanel
- Bruce Altman (VQ : Jacques Lavallée) : Terry Kaufman
- Dylan Baker (VF : Pierre Laurent) (VQ : Gilbert Lachance) : Finch
- Kevin Sussman : Tyler Cohen
- William Hurt (VF : Gabriel Le Doze) (VQ : Jean-Marie Moncelet) : Sponsor

Sources et légende: Version française (VF) sur AlloDoublage et Version québécoise (VQ) sur Doublage Québec

## Autour du film
- Le tournage s'est déroulé de novembre 2000 à janvier 2001 à Hackensack et New York.
- L'histoire rappelle celle des Filous (1987)[4].
- Alors en plein tournage sur Pearl Harbor (2001), Ben Affleck fut rappelé pour retourner quelques scènes.

## Distinctions
- Nomination au prix du meilleur acteur dans un film dramatique pour Ben Affleck, lors des Teen Choice Awards en 2002.
- Nomination au prix du meilleur acteur pour Samuel L. Jackson, lors des Black Reel Awards en 2003.
- Nomination au prix du meilleur acteur pour Samuel L. Jackson, lors des NAACP Image Award en 2003.